# أوتينا (مدينة)
مدينة أوتينا هي مدينة في شمال شرق ليتوانيا. و هي المركز الإداري لمنطقة أوتينا و مقاطعة أوتينا. أوتينا هي واحدة من أقدم المنشآت في ليتوانيا.

## توأمة
لأوتينا (مدينة) اتفاقيات توأمة مع كل من:
- Lidköping Municipality [الإنجليزية]‏
- تشيلم (2 مارس 1998 - )

## أعلام
- أريوس باشاكارنيس
- جوناس فالانتشيوناز
- فيلمانتاس ديليس
- سيمونا كروبيكيت

## روابط خارجية
- Official site
- Encyclopedia of Utena: Summary